# Buomesca Tué Na Bangna
Buomesca Tué Na Bangna, más conocido por su apodo Mesca(Bisáu, Guinea-Bisáu, 6 de mayo de 1993), es un futbolista guineano,< aunque nacionalizado portugués.Se desempeña como centrocampista y actualmente milita en el Doxa Katokopias FC de la Primera División de Chipre.

## Trayectoria
Buomesca comenzó su carrera futbolística en el Sporting de Lisboa de Portugal. A finales del 2009, Buomesca captó la atención de la Academia del Chelsea Football Club, la cual logró su contratación en mayo de 2010.
Su debut con el equipo juvenil fue en el primer partido de la temporada ante el juvenil del Manchester United, al haber entrado de cambio al medio tiempo por Danny Stenning. En ese partido, el Manchester se impuso por 3-2.

## Selección nacional
Buomesca ha sido internacional con la Selección de Portugal Sub-16, Sub-17 y Sub-18.

## Clubes
| Club                        | País       | Año         | PJ | Goles |
| --------------------------- | ---------- | ----------- | -- | ----- |
| Sporting de Lisboa (Sub-16) | Portugal   | 2008 - 2009 |    |       |
| Chelsea FC (Cadete)         | Inglaterra | 2009 - 2011 |    |       |
| Fulham                      | Inglaterra | 2011 - 2013 | 21 | 5     |
| Crewe Alexandra (Cedido)    | Inglaterra | 2013 - 2014 | 6  | 1     |
| Fulham                      | Inglaterra | 2014 - 2015 | 21 | 2     |
| AEL Limassol                | Chipre     | 2015 - 2018 | 65 | 8     |
| Beroe                       | Bulgaria   | 2018 - 2019 | 32 | 1     |
| Doxa Katokopias             | Chipre     | 2019        |    |       |